# Jablunyzja-Pass
Der Jablunyzja-Pass (älter auch Tatarenpass; ukrainisch Яблуницький перевал, Jablunyzkyj perewal, ungarisch Tatár-hágó) ist ein wichtiger Gebirgspass in der Ukraine im Verlauf des Karpatenhauptkammes zwischen der Oblast Transkarpatien und der Oblast Iwano-Frankiwsk.
Der 931 m hohe Pass trennt das Quellgebiet des Pruth im Norden vom Quellgebiet der Theiß im Süden. Über ihn führt die nationale Fernstraße N 09 von Jassinja im Südwesten über Jablunyzja nach Jaremtsche im Nordosten.
Die Bahnstrecke Sighetu Marmației–Iwano-Frankiwsk unterquert sechs Kilometer südöstlich den Karpatenhauptkamm in einem Tunnel.